# جامعة الصدر الدينية

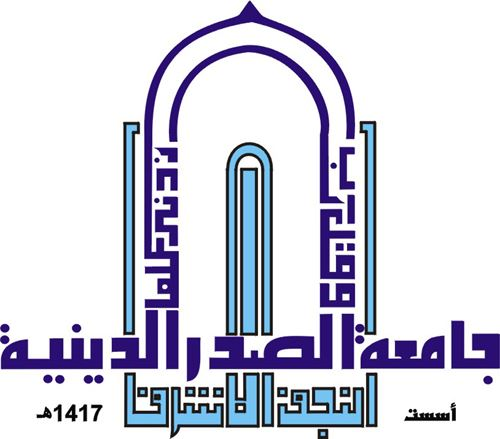
جامعة الصدر الدينية في النجف، تأسست عام 1417هـ - 1999م

جامعة الصدر الدينية هي مؤسسة علمية دينية شيعية أسسها محمد محمد صادق الصدر في النجف فقط بمرحلة أولى ثم ثانية دمجت لاحقاً معاً، وذلك في عام 1417 هـ.
مدّة الدراسة ثمان سنوات بعدد المراحل الدراسية، ولا تعتبر المرحلة منتهية حتّى ينتهي الطالب من تحصيل مفردات المنهج المقرّر للمرحلة، فيمتد السقف الزمني المحدّد للمرحلة إذا طرأت بعض المعوّقات عن استمرار الدراسة.

## الشهادات
تمنح الجامعة للطالب ثلاث شهادات خلال سنين الدراسة .
- الأُولى في نهاية المرحلة الثالثة، لتأهيل الطالب للتوجيه الديني والإرشاد الاجتماعي والتبليغ.
- الثانية في نهاية المرحلة السادسة، وهي الانضمام لجماعة مدرّسي الحوزة العلمية.
- الثالثة في نهاية المرحلة الثامنة، وهي التأهيل لحضور البحث الخارج في الفقه والأُصول، ويمنح إجازة تشريفية بالرواية عن أئمة الشيعة.

## نظام القبول
القبول في الجامعة مقتصر على الذكور فقط، ويشترط في الطالب:
- أن يكون حاصلاً على شهادة جامعية، أو في المعاهد الفنية.
- لا يتجاوز عمره 30 عاماً.
- شهادتان بحسن السيرة والصلاح من اثنين من وكلاء المرجعية المعتمد بهم اجتماعياً.
- إجراء مقابلة للطلبة الراغبين لشروط القبول.

## مواد الدراسة
يضمّ منهج الدراسة في الجامعة ثلاثة أصناف من الدروس:
- الدروس الدينية من مقدّمات وسطوح، وتتضمّن علوم العربية من نحو وصرف وإملاء وبلاغة ومنطق، وسطوح الفقه والأصول وفق التدرج المعمول به في الحوزات العلمية.
- الدروس الحوزوية التكميلية، وتتضمّن العقائد والتفسير وعلوم القرآن والرجال والأخلاق والتاريخ وعلم الكلام والفلسفة والحكمة.
- الدروس العلمية الأكاديمية، وتتضمّن الرياضيات واللغات الأجنبية والفلك والطبّ والجغرافية والفيزياء والكيمياء.[1]